# 1295
Portal Geschichte | Portal Biografien | Aktuelle Ereignisse | Jahreskalender | Tagesartikel

◄ |
12. Jahrhundert |
13. Jahrhundert
| 14. Jahrhundert | ►

◄ |
1260er |
1270er |
1280er |
1290er
| 1300er | 1310er | 1320er | ►

◄◄ |
◄ |
1291 |
1292 |
1293 |
1294 |
1295
| 1296 | 1297 | 1298 | 1299 | ► | ►►
Staatsoberhäupter  · Nekrolog
| Januar | Januar | Januar | Januar | Januar | Januar | Januar | Januar |
| Kw     | Mo     | Di     | Mi     | Do     | Fr     | Sa     | So     |
| ------ | ------ | ------ | ------ | ------ | ------ | ------ | ------ |
| 52     |        |        |        |        |        | 1      | 2      |
| 1      | 3      | 4      | 5      | 6      | 7      | 8      | 9      |
| 2      | 10     | 11     | 12     | 13     | 14     | 15     | 16     |
| 3      | 17     | 18     | 19     | 20     | 21     | 22     | 23     |
| 4      | 24     | 25     | 26     | 27     | 28     | 29     | 30     |
| 5      | 31     |        |        |        |        |        |        |

| Februar | Februar | Februar | Februar | Februar | Februar | Februar | Februar |
| Kw      | Mo      | Di      | Mi      | Do      | Fr      | Sa      | So      |
| ------- | ------- | ------- | ------- | ------- | ------- | ------- | ------- |
| 5       |         | 1       | 2       | 3       | 4       | 5       | 6       |
| 6       | 7       | 8       | 9       | 10      | 11      | 12      | 13      |
| 7       | 14      | 15      | 16      | 17      | 18      | 19      | 20      |
| 8       | 21      | 22      | 23      | 24      | 25      | 26      | 27      |
| 9       | 28      |         |         |         |         |         |         |

| März | März | März | März | März | März | März | März |
| Kw   | Mo   | Di   | Mi   | Do   | Fr   | Sa   | So   |
| ---- | ---- | ---- | ---- | ---- | ---- | ---- | ---- |
| 9    |      | 1    | 2    | 3    | 4    | 5    | 6    |
| 10   | 7    | 8    | 9    | 10   | 11   | 12   | 13   |
| 11   | 14   | 15   | 16   | 17   | 18   | 19   | 20   |
| 12   | 21   | 22   | 23   | 24   | 25   | 26   | 27   |
| 13   | 28   | 29   | 30   | 31   |      |      |      |

| April | April | April | April | April | April | April | April |
| Kw    | Mo    | Di    | Mi    | Do    | Fr    | Sa    | So    |
| ----- | ----- | ----- | ----- | ----- | ----- | ----- | ----- |
| 13    |       |       |       |       | 1     | 2     | 3     |
| 14    | 4     | 5     | 6     | 7     | 8     | 9     | 10    |
| 15    | 11    | 12    | 13    | 14    | 15    | 16    | 17    |
| 16    | 18    | 19    | 20    | 21    | 22    | 23    | 24    |
| 17    | 25    | 26    | 27    | 28    | 29    | 30    |       |

| Mai | Mai | Mai | Mai | Mai | Mai | Mai | Mai |
| Kw  | Mo  | Di  | Mi  | Do  | Fr  | Sa  | So  |
| --- | --- | --- | --- | --- | --- | --- | --- |
| 17  |     |     |     |     |     |     | 1   |
| 18  | 2   | 3   | 4   | 5   | 6   | 7   | 8   |
| 19  | 9   | 10  | 11  | 12  | 13  | 14  | 15  |
| 20  | 16  | 17  | 18  | 19  | 20  | 21  | 22  |
| 21  | 23  | 24  | 25  | 26  | 27  | 28  | 29  |
| 22  | 30  | 31  |     |     |     |     |     |

| Juni | Juni | Juni | Juni | Juni | Juni | Juni | Juni |
| Kw   | Mo   | Di   | Mi   | Do   | Fr   | Sa   | So   |
| ---- | ---- | ---- | ---- | ---- | ---- | ---- | ---- |
| 22   |      |      | 1    | 2    | 3    | 4    | 5    |
| 23   | 6    | 7    | 8    | 9    | 10   | 11   | 12   |
| 24   | 13   | 14   | 15   | 16   | 17   | 18   | 19   |
| 25   | 20   | 21   | 22   | 23   | 24   | 25   | 26   |
| 26   | 27   | 28   | 29   | 30   |      |      |      |

| Juli | Juli | Juli | Juli | Juli | Juli | Juli | Juli |
| Kw   | Mo   | Di   | Mi   | Do   | Fr   | Sa   | So   |
| ---- | ---- | ---- | ---- | ---- | ---- | ---- | ---- |
| 26   |      |      |      |      | 1    | 2    | 3    |
| 27   | 4    | 5    | 6    | 7    | 8    | 9    | 10   |
| 28   | 11   | 12   | 13   | 14   | 15   | 16   | 17   |
| 29   | 18   | 19   | 20   | 21   | 22   | 23   | 24   |
| 30   | 25   | 26   | 27   | 28   | 29   | 30   | 31   |

| August | August | August | August | August | August | August | August |
| Kw     | Mo     | Di     | Mi     | Do     | Fr     | Sa     | So     |
| ------ | ------ | ------ | ------ | ------ | ------ | ------ | ------ |
| 31     | 1      | 2      | 3      | 4      | 5      | 6      | 7      |
| 32     | 8      | 9      | 10     | 11     | 12     | 13     | 14     |
| 33     | 15     | 16     | 17     | 18     | 19     | 20     | 21     |
| 34     | 22     | 23     | 24     | 25     | 26     | 27     | 28     |
| 35     | 29     | 30     | 31     |        |        |        |        |

| September | September | September | September | September | September | September | September |
| Kw        | Mo        | Di        | Mi        | Do        | Fr        | Sa        | So        |
| --------- | --------- | --------- | --------- | --------- | --------- | --------- | --------- |
| 35        |           |           |           | 1         | 2         | 3         | 4         |
| 36        | 5         | 6         | 7         | 8         | 9         | 10        | 11        |
| 37        | 12        | 13        | 14        | 15        | 16        | 17        | 18        |
| 38        | 19        | 20        | 21        | 22        | 23        | 24        | 25        |
| 39        | 26        | 27        | 28        | 29        | 30        |           |           |

| Oktober | Oktober | Oktober | Oktober | Oktober | Oktober | Oktober | Oktober |
| Kw      | Mo      | Di      | Mi      | Do      | Fr      | Sa      | So      |
| ------- | ------- | ------- | ------- | ------- | ------- | ------- | ------- |
| 39      |         |         |         |         |         | 1       | 2       |
| 40      | 3       | 4       | 5       | 6       | 7       | 8       | 9       |
| 41      | 10      | 11      | 12      | 13      | 14      | 15      | 16      |
| 42      | 17      | 18      | 19      | 20      | 21      | 22      | 23      |
| 43      | 24      | 25      | 26      | 27      | 28      | 29      | 30      |
| 44      | 31      |         |         |         |         |         |         |

| November | November | November | November | November | November | November | November |
| Kw       | Mo       | Di       | Mi       | Do       | Fr       | Sa       | So       |
| -------- | -------- | -------- | -------- | -------- | -------- | -------- | -------- |
| 44       |          | 1        | 2        | 3        | 4        | 5        | 6        |
| 45       | 7        | 8        | 9        | 10       | 11       | 12       | 13       |
| 46       | 14       | 15       | 16       | 17       | 18       | 19       | 20       |
| 47       | 21       | 22       | 23       | 24       | 25       | 26       | 27       |
| 48       | 28       | 29       | 30       |          |          |          |          |

| Dezember | Dezember | Dezember | Dezember | Dezember | Dezember | Dezember | Dezember |
| Kw       | Mo       | Di       | Mi       | Do       | Fr       | Sa       | So       |
| -------- | -------- | -------- | -------- | -------- | -------- | -------- | -------- |
| 48       |          |          |          | 1        | 2        | 3        | 4        |
| 49       | 5        | 6        | 7        | 8        | 9        | 10       | 11       |
| 50       | 12       | 13       | 14       | 15       | 16       | 17       | 18       |
| 51       | 19       | 20       | 21       | 22       | 23       | 24       | 25       |
| 52       | 26       | 27       | 28       | 29       | 30       | 31       |          |

| Januar | Januar | Januar | Januar | Januar | Januar | Januar | Januar |
| Kw     | Mo     | Di     | Mi     | Do     | Fr     | Sa     | So     |
| ------ | ------ | ------ | ------ | ------ | ------ | ------ | ------ |
| 52     |        |        |        |        |        | 1      | 2      |
| 1      | 3      | 4      | 5      | 6      | 7      | 8      | 9      |
| 2      | 10     | 11     | 12     | 13     | 14     | 15     | 16     |
| 3      | 17     | 18     | 19     | 20     | 21     | 22     | 23     |
| 4      | 24     | 25     | 26     | 27     | 28     | 29     | 30     |
| 5      | 31     |        |        |        |        |        |        |

| Februar | Februar | Februar | Februar | Februar | Februar | Februar | Februar |
| Kw      | Mo      | Di      | Mi      | Do      | Fr      | Sa      | So      |
| ------- | ------- | ------- | ------- | ------- | ------- | ------- | ------- |
| 5       |         | 1       | 2       | 3       | 4       | 5       | 6       |
| 6       | 7       | 8       | 9       | 10      | 11      | 12      | 13      |
| 7       | 14      | 15      | 16      | 17      | 18      | 19      | 20      |
| 8       | 21      | 22      | 23      | 24      | 25      | 26      | 27      |
| 9       | 28      |         |         |         |         |         |         |

| März | März | März | März | März | März | März | März |
| Kw   | Mo   | Di   | Mi   | Do   | Fr   | Sa   | So   |
| ---- | ---- | ---- | ---- | ---- | ---- | ---- | ---- |
| 9    |      | 1    | 2    | 3    | 4    | 5    | 6    |
| 10   | 7    | 8    | 9    | 10   | 11   | 12   | 13   |
| 11   | 14   | 15   | 16   | 17   | 18   | 19   | 20   |
| 12   | 21   | 22   | 23   | 24   | 25   | 26   | 27   |
| 13   | 28   | 29   | 30   | 31   |      |      |      |

| April | April | April | April | April | April | April | April |
| Kw    | Mo    | Di    | Mi    | Do    | Fr    | Sa    | So    |
| ----- | ----- | ----- | ----- | ----- | ----- | ----- | ----- |
| 13    |       |       |       |       | 1     | 2     | 3     |
| 14    | 4     | 5     | 6     | 7     | 8     | 9     | 10    |
| 15    | 11    | 12    | 13    | 14    | 15    | 16    | 17    |
| 16    | 18    | 19    | 20    | 21    | 22    | 23    | 24    |
| 17    | 25    | 26    | 27    | 28    | 29    | 30    |       |

| Mai | Mai | Mai | Mai | Mai | Mai | Mai | Mai |
| Kw  | Mo  | Di  | Mi  | Do  | Fr  | Sa  | So  |
| --- | --- | --- | --- | --- | --- | --- | --- |
| 17  |     |     |     |     |     |     | 1   |
| 18  | 2   | 3   | 4   | 5   | 6   | 7   | 8   |
| 19  | 9   | 10  | 11  | 12  | 13  | 14  | 15  |
| 20  | 16  | 17  | 18  | 19  | 20  | 21  | 22  |
| 21  | 23  | 24  | 25  | 26  | 27  | 28  | 29  |
| 22  | 30  | 31  |     |     |     |     |     |

| Juni | Juni | Juni | Juni | Juni | Juni | Juni | Juni |
| Kw   | Mo   | Di   | Mi   | Do   | Fr   | Sa   | So   |
| ---- | ---- | ---- | ---- | ---- | ---- | ---- | ---- |
| 22   |      |      | 1    | 2    | 3    | 4    | 5    |
| 23   | 6    | 7    | 8    | 9    | 10   | 11   | 12   |
| 24   | 13   | 14   | 15   | 16   | 17   | 18   | 19   |
| 25   | 20   | 21   | 22   | 23   | 24   | 25   | 26   |
| 26   | 27   | 28   | 29   | 30   |      |      |      |

| Juli | Juli | Juli | Juli | Juli | Juli | Juli | Juli |
| Kw   | Mo   | Di   | Mi   | Do   | Fr   | Sa   | So   |
| ---- | ---- | ---- | ---- | ---- | ---- | ---- | ---- |
| 26   |      |      |      |      | 1    | 2    | 3    |
| 27   | 4    | 5    | 6    | 7    | 8    | 9    | 10   |
| 28   | 11   | 12   | 13   | 14   | 15   | 16   | 17   |
| 29   | 18   | 19   | 20   | 21   | 22   | 23   | 24   |
| 30   | 25   | 26   | 27   | 28   | 29   | 30   | 31   |

| August | August | August | August | August | August | August | August |
| Kw     | Mo     | Di     | Mi     | Do     | Fr     | Sa     | So     |
| ------ | ------ | ------ | ------ | ------ | ------ | ------ | ------ |
| 31     | 1      | 2      | 3      | 4      | 5      | 6      | 7      |
| 32     | 8      | 9      | 10     | 11     | 12     | 13     | 14     |
| 33     | 15     | 16     | 17     | 18     | 19     | 20     | 21     |
| 34     | 22     | 23     | 24     | 25     | 26     | 27     | 28     |
| 35     | 29     | 30     | 31     |        |        |        |        |

| September | September | September | September | September | September | September | September |
| Kw        | Mo        | Di        | Mi        | Do        | Fr        | Sa        | So        |
| --------- | --------- | --------- | --------- | --------- | --------- | --------- | --------- |
| 35        |           |           |           | 1         | 2         | 3         | 4         |
| 36        | 5         | 6         | 7         | 8         | 9         | 10        | 11        |
| 37        | 12        | 13        | 14        | 15        | 16        | 17        | 18        |
| 38        | 19        | 20        | 21        | 22        | 23        | 24        | 25        |
| 39        | 26        | 27        | 28        | 29        | 30        |           |           |

| Oktober | Oktober | Oktober | Oktober | Oktober | Oktober | Oktober | Oktober |
| Kw      | Mo      | Di      | Mi      | Do      | Fr      | Sa      | So      |
| ------- | ------- | ------- | ------- | ------- | ------- | ------- | ------- |
| 39      |         |         |         |         |         | 1       | 2       |
| 40      | 3       | 4       | 5       | 6       | 7       | 8       | 9       |
| 41      | 10      | 11      | 12      | 13      | 14      | 15      | 16      |
| 42      | 17      | 18      | 19      | 20      | 21      | 22      | 23      |
| 43      | 24      | 25      | 26      | 27      | 28      | 29      | 30      |
| 44      | 31      |         |         |         |         |         |         |

| November | November | November | November | November | November | November | November |
| Kw       | Mo       | Di       | Mi       | Do       | Fr       | Sa       | So       |
| -------- | -------- | -------- | -------- | -------- | -------- | -------- | -------- |
| 44       |          | 1        | 2        | 3        | 4        | 5        | 6        |
| 45       | 7        | 8        | 9        | 10       | 11       | 12       | 13       |
| 46       | 14       | 15       | 16       | 17       | 18       | 19       | 20       |
| 47       | 21       | 22       | 23       | 24       | 25       | 26       | 27       |
| 48       | 28       | 29       | 30       |          |          |          |          |

| Dezember | Dezember | Dezember | Dezember | Dezember | Dezember | Dezember | Dezember |
| Kw       | Mo       | Di       | Mi       | Do       | Fr       | Sa       | So       |
| -------- | -------- | -------- | -------- | -------- | -------- | -------- | -------- |
| 48       |          |          |          | 1        | 2        | 3        | 4        |
| 49       | 5        | 6        | 7        | 8        | 9        | 10       | 11       |
| 50       | 12       | 13       | 14       | 15       | 16       | 17       | 18       |
| 51       | 19       | 20       | 21       | 22       | 23       | 24       | 25       |
| 52       | 26       | 27       | 28       | 29       | 30       | 31       |          |

## Ereignisse

### Politik und Weltgeschehen

#### Heiliges Römisches Reich
- 10. März: Brissa de Toppo, der Bischof von Triest, verzichtet auf die bischöfliche Aufsicht über die Abgeordneten der Bürger von Triest. Die Stadt wird damit zur freien Kommune.

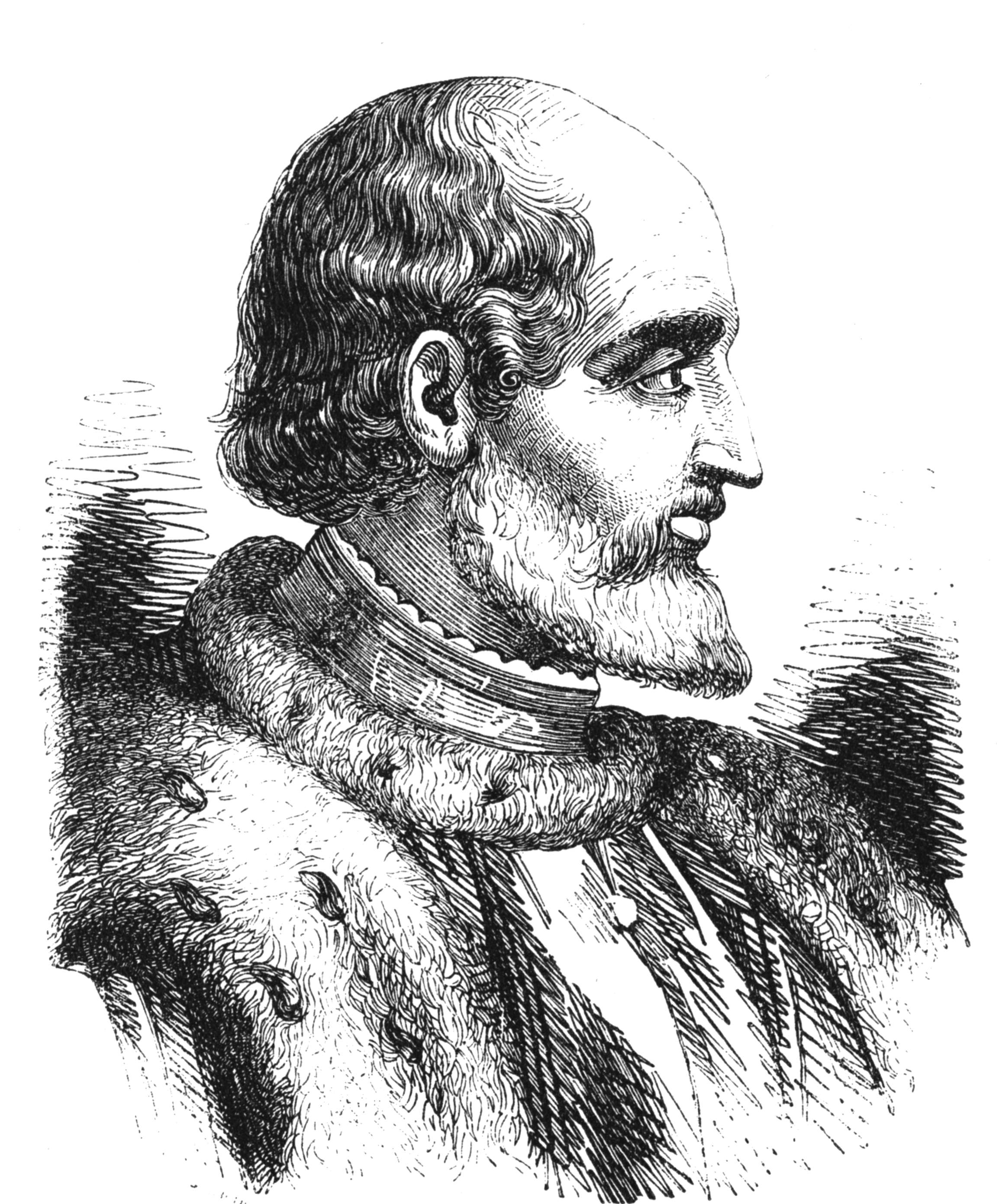
Matteo I. Visconti

- 18. August: Matteo I. Visconti wird nach dem Tod seines Onkels Ottone Visconti Herrscher von Mailand.
- Im Auftrag von König Wenzel II. von Böhmen wird Pilsen als Königsstadt errichtet. Die neue Stadt liegt an der Úslava etwa zehn Kilometer stromabwärts vom bisherigen regionalen Verwaltungszentrum, das später den Namen Alt-Pilsen erhält.

#### Westeuropa

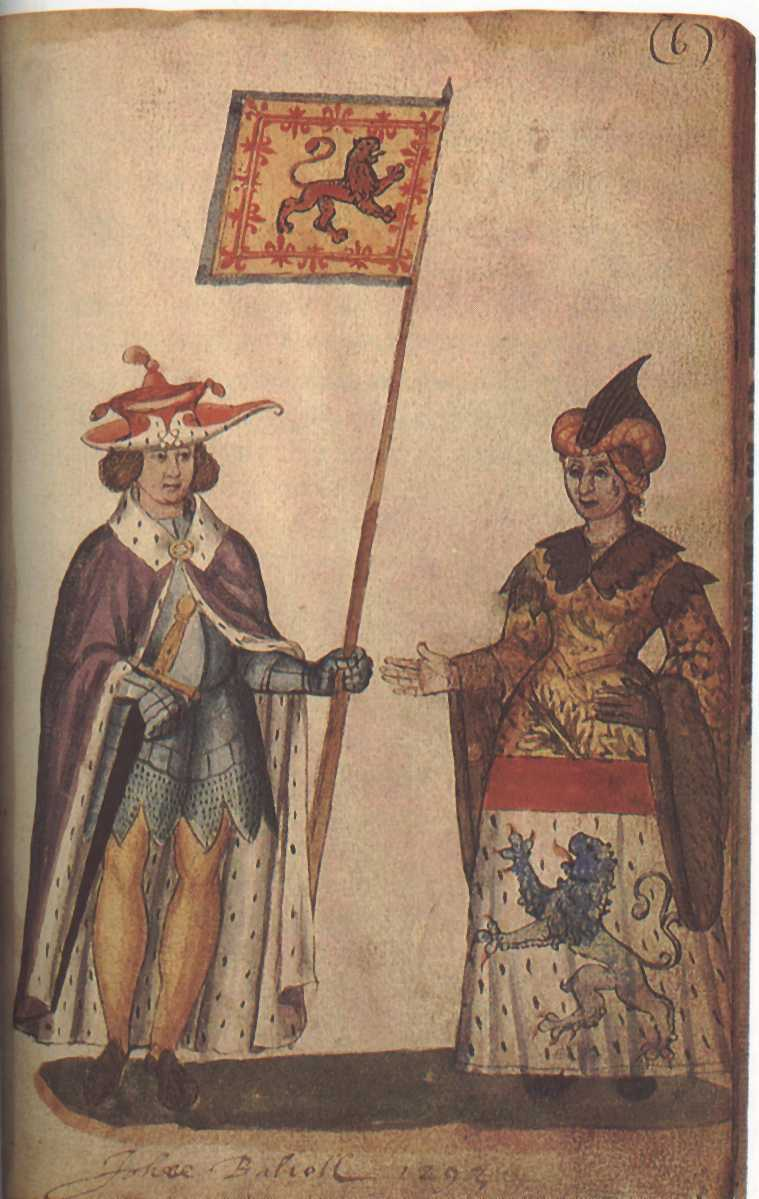
John Balliol mit seiner Ehefrau Isabella de Warenne

- 23. Oktober: In Paris wird ein Vertrag unterzeichnet, der das erste schriftliche Zeugnis der Auld Alliance darstellt. Die Könige John Balliol und Philipp IV. bekräftigen das Bündnis zwischen Schottland und Frankreich.
- Wilhelm von Nogaret wird enger Vertrauter und einflussreicher Ratgeber des französischen Königs.

#### Südeuropa
- 24. Juni: Der Friede von Anagni regelte die Machtverhältnisse in Süditalien und im westlichen Mittelmeerraum. Beteiligte sind neben Papst Bonifatius VIII. und der römischen Kurie König Jakob II. von Aragón, König Philipp IV. von Frankreich und Karl II. von Neapel. Jakob II. von Aragón verzichtet auf das Königreich Sizilien und überantwortet es der päpstlichen Verfügungsgewalt. Dafür werden seine  Kirchenstrafen aufgehoben und die Übertragung seiner Herrschaftsansprüche in Aragón an seinen Vetter Karl I. von Valois rückgängig gemacht. Für den Verzicht auf Sizilien erhält er überdies die Zusage, mit den Königreichen Korsika und Sardinien investiert zu werden, die sich allerdings noch in der Hand der Republik Genua befinden. Um dem Vertrag Dauerhaftigkeit zu verleihen, heiratet Jakob II. Blanche von Anjou, die Tochter seines früheren Gegners Karl II. von Anjou-Neapel, und unterstützt diesen gegen seinen eigenen Bruder Friedrich II. beim Versuch der Rückeroberung des Königreichs Sizilien.
- 22. Juli: Curzola-Krieg: Eine venezianische Flotte erscheint vor Konstantinopel und zerstört Wohnungen der Genueser im Stadtteil Galata.

#### Osteuropa
- 26. Juni: Die Krönung des Piasten Przemysław II. zum vierten polnischen König beendet die Phase der Seniorherzogswürde im Lande und sorgt für die Stärkung der Zentralmacht. Der Erzbischof Jakub Świnka krönt den bisherigen Herzog von Großpolen und Pommerellen.

#### Asien

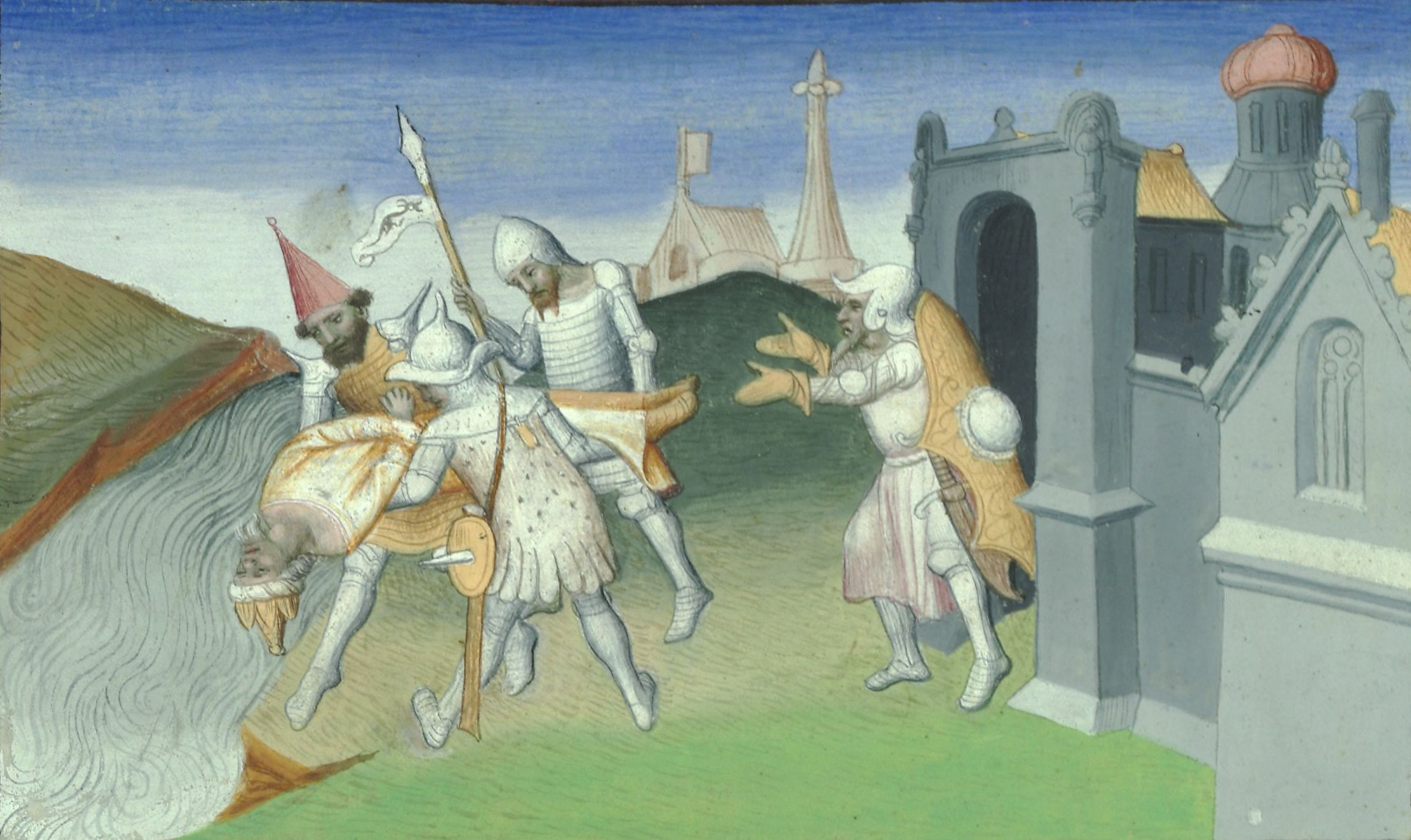
Ermordung Gaichatus

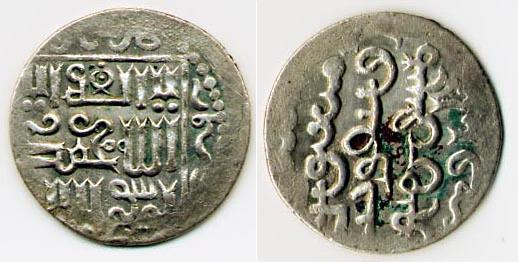
Unter Baidus Chaganat herausgegebene Münzen

- Mai: Gaichatu, Herrscher der mongolischen Ilchane im Iran, wird in einer Palastverschwörung von seinem Cousin Baidu gestürzt und ermordet.
- 5. Oktober: Baidu, der starke Sympathien für das Christentum zeigt, wird nach nur fünfmonatiger Herrschaft von seinem zum Islam konvertierten Cousin Ghazan gestürzt und hingerichtet. Der hochgebildete neue Herrscher erhebt Raschīd ad-Dīn zum Wesir und beginnt mit einem umfangreichen Reformprogramm.

#### Entdeckungsreisen
- Marco Polo kehrt nach Venedig zurück und bringt umfassende Informationen über China nach Europa.

#### Stadtrechte und urkundliche Ersterwähnungen
- 29. Dezember: Der deutsche König Adolf von Nassau verleiht Weilburg die Stadtrechte nach dem Vorbild Frankfurts.
- Castaneda, Leggia und Perrefitte werden erstmals urkundlich erwähnt.

### Wirtschaft
- Philipp IV. von Frankreich beginnt, zur Finanzierung seiner Kriege (besonders gegen England) laufend die Münzen außer Kurs zu setzen und gegen neue, schlechtere mit geringerem Silber- und Goldgehalt umtauschen zu lassen. Der auf diese Weise erzielte Gewinn kommt dem königlichen Fiskus zugute.
- Die Bürger der neugegründeten Stadt Pilsen erhalten Braurechte.

### Kultur
- um 1295: Mehrstöckige Steinwohnhäuser in west- und süddeutschen Städten. Das deutsche Bürgerhaus ist aus Platzgründen schmal und tief (im Erdgeschoss Flur und Werkstatt, im Obergeschoss zwei Räume, dazwischen Kochgelegenheit) (Stein, Kulturfahrplan).
- ab 1295: Dante betätigt sich in politischen Ämtern.

### Gesellschaft
- 3. Juli: Agnes Gräfin von Württemberg, älteste Tochter von Ulrich I., gen. der Stifter, Graf von Württemberg und der Mechthild von Baden, heiratet Graf Kraft I. von Hohenlohe-Weikersheim.

### Religion
- Aegidius Romanus wird Erzbischof von Bourges.
- Der Franziskanerspirituale Angelus Clarenus, der eine der Armut verpflichtete Mönchsgemeinschaft gegründet hat, flieht mit seinen Brüdern vor Papst Bonifatius VIII. nach Griechenland.

## Geboren

### Geburtsdatum gesichert
- 21. März: Heinrich Seuse, deutscher Mystiker († 1366)
- 16. September: Elizabeth de Clare, englische Adelige († 1360)

### Genaues Geburtsdatum unbekannt
- Oktober: Katharina von Habsburg, Herzogin von Kalabrien († 1323)
- Blanka von Burgund, Königin von Frankreich († 1326)
- Demetrios Palaiologos, byzantinischer Prinz, Statthalter und Buchmaler († nach 1343)
- Guillaume de Digulleville, Mönch und Dichter († nach 1358)
- Johann IV., Herzog der Bretagne († 1345)
- Johanna von Flandern, Herzogin der Bretagne († 1374)
- Odo IV., Herzog von Burgund († 1350)
- Takatsukasa Fuyunori, japanischer Adeliger († 1337)

### Geboren um 1295
- Johannes VI., byzantinischer Kaiser († 1383)

## Gestorben

### Todesdatum gesichert
- 2. Januar: Agnes von Baden-Österreich, Herzogin von Kärnten sowie Gräfin von Heunburg (* 1250)
- 14. Februar: Rudolf II., Markgraf von Baden
- 10. April: Balduin von Avesnes, französischer Adeliger und Chronist (* 1219)
- 25. April: Sancho IV., König von León und Kastilien (* 1257/1258)
- 27. April: John de Vescy, englischer Ritter und Beamter (* nach 1265)
- 28. Mai: Konrad II., Bischof von Minden
- 1. August: Pietro Peregrossi, Kardinal der katholischen Kirche (* 1220)
- 8. August: Ottone Visconti, Begründer der Macht der Familie Visconti in Mailand und der Lombardei (* 1207)
- 13. August: Heinrich von Brettach, deutscher Ritter
- 19. August: Karl Martell, Titularkönig von Ungarn (* 1271)
- 2. September: Christian von Mühlhausen, Fürst-Bischof von Samland und Weihbischof von Mainz
- 8. September: Fenena von Kujawien, Königin von Ungarn (* 1276)
- 5. Oktober: Baidu, Herrscher der Ilchane im Iran
- 30. Oktober: Meinhard II., Graf von Tirol, Graf von Görz und Herzog von Kärnten (* um 1239)
- 7. Dezember: Gilbert de Clare, englischer Magnat (* 1243)
- 20. Dezember: Margarete von Provence, Königin von Frankreich (* 1221)
- 21. Dezember: Erich von Brandenburg, Erzbischof von Magdeburg (* um 1245)

### Genaues Todesdatum unbekannt
- Oktober: Thomas de Turberville, englischer Ritter
- vor dem 12. November: Nicholas Seagrave, englischer Rebell, Adeliger und Militär (* um 1238)
- Abu Hafs Umar I., Kalif der Hafsiden
- Barnim II., Herzog von Pommern (* um 1275)
- Gaichatu, Herrscher der Ilchane im Iran
- Konrad von Wurmlingen, Kanoniker des Stifts St. Martin in Sindelfingen
- Kuna von Zbraslav und Kunstadt, mährischer Adliger
- Maelgwn ap Rhys, walisischer Rebellenführer
- Mangold von Veringen, Abt von Reichenau
- Conrad von Rosdorf, Propst des Stifts Münsterkirche St. Alexandri in Einbeck (* um 1230)
- Heinrich von Trevejach, Bischof von Brixen
- Yeshe Rinchen, Person des tibetischen Buddhismus (* 1249)